# Іскоростенська сільська рада
Іскоростенська сільська рада (Іскоростська сільська рада) — колишня адміністративно-територіальна одиниця та орган місцевого самоврядування у Коростенському (Ушомирському) районі й Коростенській міській раді Коростенської й Волинської округ, Київської та Житомирської областей Української РСР з адміністративним центром у селі Іскорость (до 1938 року — в с. Іскорость).

## Населені пункти
Сільській раді на час ліквідації були підпорядковані населені пункти:
- с. Бровар
- с. Домолоч
- с. Іскорость

## Населення
Кількість населення ради, станом на 1923 рік, становила 2 628 осіб, кількість дворів — 400.

## Історія та адміністративний устрій
Створена 1923 року, як Іскоростська сільська рада, в складі с. Іскорость та хутора Розтяжин Коростенської волості Коростенського повіту Волинської губернії. 7 березня 1923 року увійшла до складу новоствореного Коростенського (згодом — Ушомирський) району Коростенської округи. На 17 грудня 1926 року на обліку значилися хутори Бувалий, Вертище, Глибочок, Дем'янівка, Круцеве Болото, Маковець, Малий Груд, Тинник, Чорний Ліс та селище залізничної станції Коростень-Житомирський. 1 червня 1935 року, відповідно до постанови Президії ЦВК УСРР «Про порядок організації органів радянської влади в новоутворених округах», сільську раду включено до складу Коростенської міської ради Київської області. Ліквідована 20 жовтня 1938 року, територію на населені пункти включено до межі міста Коростень.
Відновлена 30 вересня 1958 року, з назвою Іскоростенська сільська рада, відповідно до рішення Житомирського облвиконкому № 956 «Про передачу села Іскорость Коростенської міської ради до складу Коростенського району та утворення Іскоростенської сільської ради», в складі сіл Бровар та Іскорость Коростенської міської ради і с. Домолоч Щорсівської сільської ради Коростенського району.
Ліквідована 5 березня 1959 року, відповідно до рішення Житомирського облвиконкому № 161 «Про ліквідацію та зміну адміністративно-територіального поділу окремих сільських рад області», села Домолоч та Іскорость включені до складу Хотинівської сільської ради Коростенського району, с. Бровар — до складу Коростенської міської ради Житомирської області.